# Molguloides longirecta
Molguloides longirecta är en sjöpungsart som beskrevs av Monniot 1985. Molguloides longirecta ingår i släktet Molguloides och familjen kulsjöpungar. Inga underarter finns listade i Catalogue of Life.